# Austru
Der Austru (von lateinisch auster ‚Südwind‘) ist ein warmer, trockener Landwind in Rumänien. Er weht föhnartig von südwestlicher Richtung. Im Sommer ist der Austru warm und trocken. Weht er im Winter mehrere Tage, fällt die Luftfeuchtigkeit auf unter 40 % und sorgt für wolkenfreien Himmel. Durch Abstrahlung der Wärme verursacht er dadurch Kälte und Frost. Der Austru weht in Bukarest an ca. 80 Tagen im Jahr und ist somit weniger häufig als der kalte Crivet.